# Droga Główna Południowa
     odcinek istniejący
     odcinki projektowane

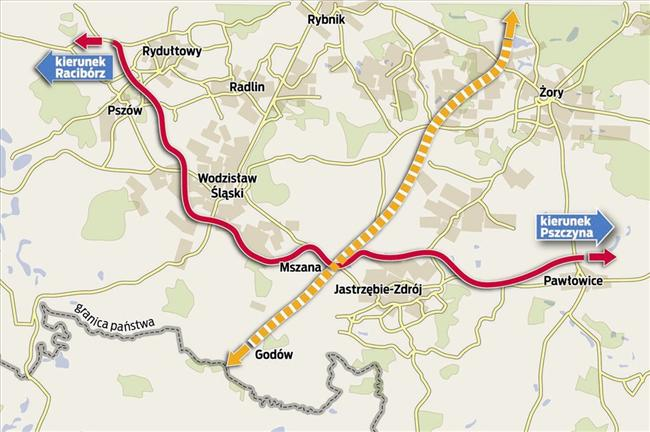
Jeden z trzech wariantów przebiegu planowanej Drogi Głównej Południowej

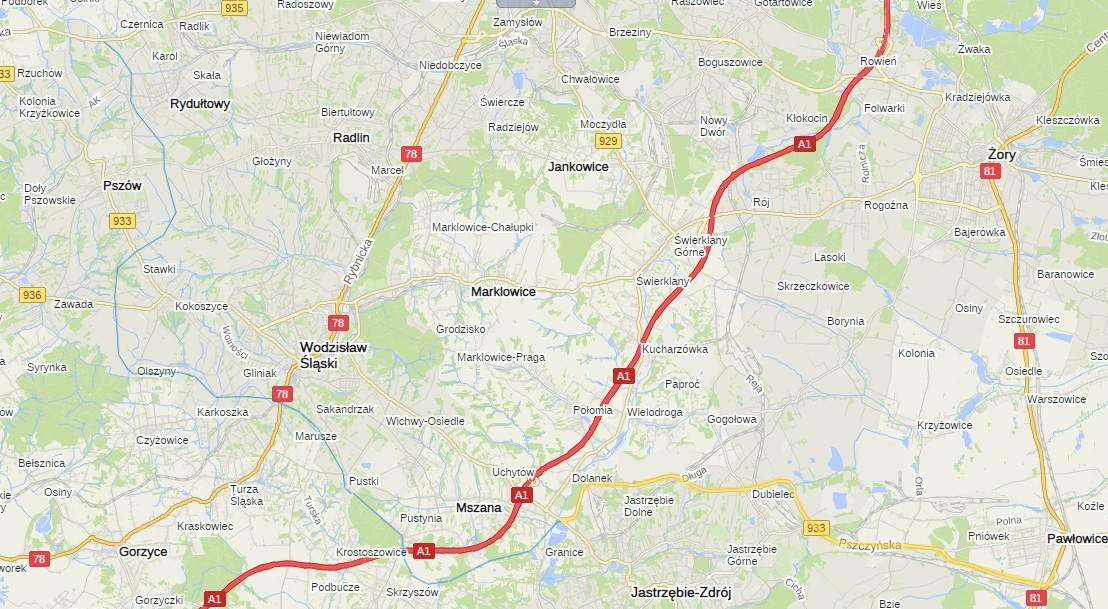
Pierwszy wariant planowanej DGP
odcinek istniejący
odcinki projektowane

Droga Główna Południowa – częściowo istniejąca droga szybkiego ruchu mająca docelowo połączyć Wodzisław Śląski, Pszów, Rydułtowy, Gminę Godów, Gminę Mszana, Jastrzębie-Zdrój oraz Pawłowice ze zjazdem autostrady A1 w Mszanie.
Pomysł na zbudowanie drogi powstał już w 1998, ale prace nad projektem budowy rozpoczęły się w 2007. Budowa drogi rozpoczęła się 15 września 2010. W 2024 droga o długości 13,5 km łączyła Pawłowice w powiecie pszczyńskim z Mszaną w powiecie wodzisławskim.

## Odcinek wodzisławski
Omawiany odcinek zaczyna się od drogi wojewódzkiej 935 (ul. Raciborska) w Rydułtowach i będzie skierowany na południowy wschód. Przebiegnie po zachodniej stronie Rydułtów, następnie na wschodniej stronie Pszowa. Na teren Wodzisławia Droga Główna Południowa wejdzie przecinając ulicę Pszowską przy granicy z Pszowem. Od strony południowej droga minie dzielnice Wodzisławia Śląskiego: Kokoszyce, następnie przez Jedłownik, Marusze i Pustki przecinając drogę krajową 78. Następnie przebiegać będzie przez teren gminy Godów:Krostoszowice i Skrzyszów. Stamtąd powiedzie południową częścią gminy Mszana i włączy się do drogi wojewódzkiej 933 w niewielkiej odległości od granic Jastrzębia-Zdroju. Projektowany odcinek liczy 23,2 km. Na 18. kilometrze, czyli w pobliżu ulicy 1 Maja w Skrzyszowie trasa przetnie się z Autostradą A1. W ciągu drogi powstanie 8 wiaduktów, 7 węzłów drogowych, 2 mosty oraz 4 ronda. Droga na odcinku od autostrady A1 do DK78 w Wodzisławiu będzie posiadać 2 × 2 – dwie dwupasmowe jezdnie .

## Odcinek jastrzębski
Jest to odcinek w całości oddany do ruchu jako droga wojewódzka nr 933.
Droga Główna Południowa przebiega od Pawłowic wzdłuż ulicy Pszczyńskiej, przed skrzyżowaniem z ul. Korfantego i ul. Dębina, na wysokości skraju lasu skręca w prawo, przecina tory kolejowe oraz ul. Dębina stanowiącą dojazd do składowiska odpadów komunalnych. Biegnie równolegle do ul. Dębina, skręca za  os. Zofiówka w lewo, gdzie przecina tory kolejowe i ulicę Rybnicką (tzw. I etap – 3,350 km), który został oddany do użytku 4 lipca 2013. Dalej przebiega przez ulice Pochwacie i Długą, prowadzi  wzdłuż składowiska odpadów pogórniczych „Pochwacie”, przecina ul. Połomską, biegnąc dalej w kierunku KWK Jas-Mos, za kopalnią skręca w lewo do ul. Wodzisławskiej w Mszanie, gdzie poprzez rondo im. Obrońców Bożej Góry, łączy się z drogą wojewódzką nr 937 (II etap – 5,210 km). Uroczyste otwarcie nastąpiło 7 listopada 2014. W zakres zadania wchodziła budowa skrzyżowań z ulicami Pszczyńską, Dębina, Rybnicką, Pochwacie, Połomską i Wodzisławską. Konieczne było także wykonanie obiektów mostowych.

### Miejscowości leżące przy trasie DGP
- Rydułtowy (proj.)
- Pszów (proj.)
- Wodzisław Śląski (proj.)
- Krostoszowice (proj.)
- Skrzyszów (proj.)
- Mszana
- Jastrzębie-Zdrój
- Pawłowice Śląskie